# Tilla
Tilla (średio/nowoasyryjskie Tille, też nowoasyryjskie Til-uli?) – starożytne miasto w północnej Mezopotamii, wzmiankowane po raz pierwszy w dokumentach z archiwum w Mari pochodzących z czasów panowania króla Zimri-Lima (1774-1762 p.n.e.). Wspominają one o ataku jaki na miasto Tilla, rządzone wówczas przez króla Samsi-Eraha, przeprowadzić miały oddziały Himdiji z Andarig i Aqba-hammu z Karany. W innych z kolei zachowała się informacja, iż przez pewien czas miasto to okupowały oddziały z Esznunny. Tilla mogła też dołączyć do ataków na położone nad Chaburem królestwo Ilan-sura, gdyż znany jest list w którym władca Ilan-sury, Haja-Sumu, zwraca się do swego suwerena Zimri-Lima z prośbą o pomoc w działaniach przeciw temu miastu.
Miasto to, pod nazwą Tille, pojawia się ponownie w źródłach asyryjskich z 1 połowy I tys. p.n.e., które umieszczają je na ziemiach należących do królestwa Kadmuhu. Tille tożsame jest najprawdopodobniej z miastem Til-uli, w którym asyryjski król Aszurnasirpal II (883-859 p.n.e.), w trakcie swej wyprawy wojennej do Kadmuhu w 879 r. p.n.e., poświęcić miał pałac. Wspomniana wyprawa doprowadziła do podboju Kadmuhu przez Asyryjczyków, którzy zaanektowali to królestwo przekształcając je w dwie prowincje: Szahuppa i Tille. Za rządów Adad-nirari III (810-783 p.n.e.) i jego następców gubernatorzy Tille kilkukrotnie pełnili urząd limmu (eponima). Prowincja Tille wzmiankowana jest w korespondencji Tiglat-Pilesera III (744-727 p.n.e.), w dokumentach administracyjnych z czasów Sargona II (722-705 p.n.e.) i w listach Asarhaddona (680-669 p.n.e.) i Aszurbanipala (669-627? p.n.e.).
Asyryjscy gubernatorzy Tille znani z asyryjskich list i kronik eponimów:
- Muszallim-Ninurta – pełnił urząd limmu w 792 r. p.n.e., za rządów króla Adad-nirari III (810-783 p.n.e.), oraz w 766 r. p.n.e., za rządów króla Aszur-dana III (772-755 p.n.e.)[3];
- Bel-lu-dari – pełnił urząd limmu w 730 r. p.n.e., za rządów króla Tiglat-Pilesera III (744-727 p.n.e.)[3];
- Mannu-ki-Aszur-le’i – pełnił urząd limmu w 709 r. p.n.e., za rządów króla Sargona II (722-705 p.n.e.)[3].